# Xiamen Diamond League 2024
Die Xiamen Diamond League 2024 war eine Leichtathletik-Veranstaltung, die am 20. April im Xiamen Egret Stadium im chinesischen Xiamen stattfand und Teil der Diamond League war. Es war dies das erste Meeting der Diamond League 2024. Der Schwede Armand Duplantis stellte mit 6,24 m einen neuen Weltrekord im Stabhochsprung auf und die Äthiopierin Gudaf Tsegay kam knapp an den Weltrekord im 1500-Meter-Lauf heran.

## Ergebnisse

### Männer

#### 100 m
| Platz | Athlet            | Land | Zeit (s) |
| ----- | ----------------- | ---- | -------- |
| 1     | Christian Coleman | USA  | 10,13 SB |
| 2     | Fred Kerley       | USA  | 10,17    |
| 3     | Ackeem Blake      | JAM  | 10,20 SB |
| 4     | Rohan Watson      | JAM  | 10,27 SB |
| 5     | Ryō Wada          | JPN  | 10,31    |
| 6     | Ronnie Baker      | USA  | 10,33 SB |
| 7     | Yoshihide Kiryū   | JPN  | 10,38 SB |
| 8     | Brandon Carnes    | USA  | 10,40    |
| 9     | Yohan Blake       | JAM  | 10,43 SB |
| 10    | Deng Xinrui       | CHN  | 10,55    |

Wind: −0,6 m/s

#### 800 m
| Platz | Athlet                       | Land | Zeit (min) |
| ----- | ---------------------------- | ---- | ---------- |
| 1     | Marco Arop                   | CAN  | 1:43,61 WL |
| 2     | Wyclife Kinyamal             | KEN  | 1:43,66 SB |
| 3     | Tshepiso Masalela            | BOT  | 1:43,88 PB |
| 4     | Ngeno Kipngetich             | KEN  | 1:44,76    |
| 5     | Andreas Kramer               | SWE  | 1:44,81 SB |
| 6     | Elias Ngeny                  | KEN  | 1:45,37    |
| 7     | Clayton Murphy               | USA  | 1:45,38 SB |
| 8     | Abdelati el-Guesse           | MAR  | 1:45,65    |
| 9     | Liu Dezhu                    | CHN  | 1:45,66 NR |
| 10    | Ethan Hussey                 | GBR  | 1:46,20 SB |
| 11    | Peter Bol                    | AUS  | 1:47,02    |
| 12    | Mark English                 | IRL  | 1:47,14    |
|       | Patryk Sieradzki (Pacemaker) | POL  | DNF        |

#### 5000 m
| Platz                     | Athlet                     | Land | Zeit (min)     |
| ------------------------- | -------------------------- | ---- | -------------- |
| 1                         | Lamecha Girma              | ETH  | 12:58,96 MR SB |
| 2                         | Nicholas Kimeli            | KEN  | 12:59,78 SB    |
| 3                         | Birhanu Balew              | BHR  | 13:00,47 SB    |
| 4                         | Samwel Chebolei Masai      | KEN  | 13:00,69 PB    |
| 5                         | Addisu Yihune              | ETH  | 13:01,44 SB    |
| 6                         | Cornelius Kemboi           | KEN  | 13:02,49 SB    |
| 7                         | Ronald Kwemoi              | KEN  | 13:02,56 PB    |
| 8                         | Kuma Girma                 | ETH  | 13:04,45 SB    |
| 9                         | Benson Kiplangat           | KEN  | 13:04,66 SB    |
| 10                        | Stewart McSweyn            | AUS  | 13:05,18 SB    |
| 11                        | Muktar Edris               | ETH  | 13:10,40 SB    |
| 12                        | Brian Fay                  | IRL  | 13:14,97 SB    |
| 13                        | Mohamed Abdilaahi          | GER  | 13:18,45       |
| 14                        | Jack Rayner                | AUS  | 13:18,74       |
| 15                        | Sam Parsons                | GER  | 13:20,32       |
| 16                        | Nibret Melak               | ETH  | 13:23,06 SB    |
| 17                        | Dan Kibet                  | UGA  | 13:24,64 SB    |
| 18                        | Matthew Ramsden            | AUS  | 13:26,60       |
|                           | Mounir Akbache (Pacemaker) | FRA  | DNF            |
| Callum Davies (Pacemaker) | AUS                        | DNF  |                |

#### 110 m Hürden
| Platz | Athletin           | Land | Zeit (s) |
| ----- | ------------------ | ---- | -------- |
| 1     | Daniel Roberts     | USA  | 13,11 WL |
| 2     | Cordell Tinch      | USA  | 13,16 SB |
| 3     | Shunsuke Izumiya   | JPN  | 13,17 SB |
| 4     | Freddie Crittenden | USA  | 13,30 SB |
| 5     | Eric Edwards       | USA  | 13,31 SB |
| 6     | Hansle Parchment   | JAM  | 13,33 SB |
| 7     | Liu Junxi          | CHN  | 13,48 SB |
| 8     | Orlando Bennett    | JAM  | 13,58 SB |
| 9     | Jamal Britt        | USA  | 13,88    |

Wind: −0,3 m/s

#### Hochsprung
| Platz | Athlet             | Land | Höhe (m)    |
| ----- | ------------------ | ---- | ----------- |
| 1     | Shelby McEwen      | USA  | 2,27 MR     |
| 2     | Mutaz Essa Barshim | QAT  | 2,27 =MR SB |
| 3     | Hamish Kerr        | NZL  | 2,24        |
| 4     | Joel Baden         | AUS  | 2,24        |
| 4     | Tomohiro Shinno    | JPN  | 2,24        |
| 4     | Wang Zhen          | CHN  | 2,24 =SB    |
| 7     | Christoff Bryan    | JAM  | 2,20        |
| 8     | Luís Castro        | PUR  | 2,15        |
| 9     | Vernon Turner      | USA  | 2,15        |
|       | Thomas Carmoy      | BEL  | NMH         |

#### Stabhochsprung
| Platz   | Athlet               | Land | Höhe (m) |
| ------- | -------------------- | ---- | -------- |
| 1       | Armand Duplantis     | SWE  | 6,24 WR  |
| 2       | Sam Kendricks        | USA  | 5,82     |
| 3       | Huang Bokai          | CHN  | 5,72 SB  |
| 4       | Austin Miller        | USA  | 5,62     |
| 4       | Zhong Tao            | CHN  | 5,62     |
| 6       | Ben Broeders         | BEL  | 5,42     |
| 6       | Christopher Nilsen   | USA  | 5,42     |
| 6       | Jacob Wooten         | USA  | 5,42     |
|         | Bo Kanda Lita Baehre | GER  | NMH      |
| Yao Jie | CHN                  | NMH  |          |

#### Dreisprung
| Platz | Athlet               | Land | Weite (m)   |
| ----- | -------------------- | ---- | ----------- |
| 1     | Pedro Pichardo       | POR  | 17,51 MR SB |
| 2     | Hugues Fabrice Zango | BFA  | 17,12       |
| 3     | Su Wen               | CHN  | 16,82 SB    |
| 4     | Fang Yaoqing         | CHN  | 16,73       |
| 5     | Zhu Yaming           | CHN  | 16,55       |
| 6     | Jean-Marc Pontvianne | FRA  | 16,46       |
| 7     | Tiago Pereira        | POR  | 16,41       |
| 8     | Abdulla Aboobacker   | IND  | 16,33       |
| 9     | Donald Scott         | USA  | 16,02       |
| 10    | Max Heß              | GER  | 16,02       |

### Frauen

#### 200 m
| Platz | Athletin                | Land | Zeit (s) |
| ----- | ----------------------- | ---- | -------- |
| 1     | Torrie Lewis            | AUS  | 22,96 MR |
| 2     | Sha’Carri Richardson    | USA  | 22,99 SB |
| 3     | Tamara Clark            | USA  | 23,01    |
| 4     | Anavia Battle           | USA  | 23,02    |
| 5     | Twanisha Terry          | USA  | 23,25 SB |
| 6     | Mujinga Kambundji       | SUI  | 23,39 SB |
| 7     | Jessica-Bianca Wessolly | GER  | 23,65    |
| 8     | Caisja Chandler         | USA  | 23,72 SB |
| 9     | Anthonique Strachan     | BAH  | 24,21 SB |

#### 400 m
| Platz | Athletin          | Land | Zeit (s) |
| ----- | ----------------- | ---- | -------- |
| 1     | Marileidy Paulino | DOM  | 50,08 SB |
| 2     | Natalia Kaczmarek | POL  | 50,29 SB |
| 3     | Britton Wilson    | USA  | 51,26    |
| 4     | Sada Williams     | BAR  | 51,97    |
| 5     | Ellie Beer        | GBR  | 52,36    |
| 6     | Kaylin Whitney    | USA  | 52,47    |
| 7     | Aliyah Abrams     | GUY  | 52,69    |
| 8     | Evelis Aguilar    | COL  | 52,97 SB |
| 9     | Floria Gueï       | FRA  | 53,65 SB |

#### 1500 m
| Platz                       | Athletin                      | Land | Zeit (min)       |
| --------------------------- | ----------------------------- | ---- | ---------------- |
| 1                           | Gudaf Tsegay                  | ETH  | 3:50,30 WL MR PB |
| 2                           | Birke Haylom                  | ETH  | 3:53,22 PB       |
| 3                           | Worknesh Mesele               | ETH  | 3:57,61 SB       |
| 4                           | Diribe Welteji                | ETH  | 3:57,62          |
| 5                           | Freweyni Hailu                | ETH  | 3:58,18          |
| 6                           | Georgia Griffith              | AUS  | 3:59,04 PB       |
| 7                           | Habitam Alemu                 | ETH  | 3:59,06 PB       |
| 8                           | Saron Berhe                   | ETH  | 3:59,21 PB       |
| 9                           | Sarah Billings                | AUS  | 3:59,59 PB       |
| 10                          | Linden Hall                   | AUS  | 4:00,71 SB       |
| 11                          | Addison Wiley                 | USA  | 4:03,45 SB       |
| 12                          | Axumawit Embaye               | ETH  | 4:04,94 SB       |
| 13                          | Winnie Nanyondo               | UGA  | 4:06,09 SB       |
| 14                          | Gaia Sabbatini                | ITA  | 4:08,90 SB       |
|                             | Nigist Getachew (Pacemakerin) | ETH  | DNF              |
| Aneta Lemiesz (Pacemakerin) | POL                           | DNF  |                  |

#### 100 m Hürden
| Platz | Athletin              | Land | Zeit (s)    |
| ----- | --------------------- | ---- | ----------- |
| 1     | Jasmine Camacho-Quinn | PUR  | 12,45 MR SB |
| 2     | Devynne Charlton      | BAH  | 12,49 SB    |
| 3     | Cyréna Samba-Mayela   | FRA  | 12,55 NR    |
| 4     | Danielle Williams     | JAM  | 12,56 SB    |
| 5     | Tobi Amusan           | NGR  | 12,58 SB    |
| 6     | Masai Russell         | USA  | 12,67 SB    |
| 7     | Ditaji Kambundji      | SUI  | 12,70 SB    |
| 8     | Megan Tapper          | JAM  | 12,88 SB    |
| 9     | Alaysha Johnson       | USA  | 13,01       |
| 10    | Wu Yanni              | CHN  | 13,04 SB    |

Wind: −0,2 m/s

#### 3000 m Hindernis
| Platz | Athletin                    | Land | Zeit (min)    |
| ----- | --------------------------- | ---- | ------------- |
| 1     | Beatrice Chepkoech          | KEN  | 8:55,40 WL MR |
| 2     | Faith Cherotich             | KEN  | 9:05,49 SB    |
| 3     | Peruth Chemutai             | UGA  | 9:12,99 SB    |
| 4     | Jackline Chepkoech          | KEN  | 9:19,64 SB    |
| 5     | Lomi Muleta                 | ETH  | 9:21,76 SB    |
| 6     | Frehiwot Gesese             | ETH  | 9:25,53 PB    |
| 7     | Olivia Gürth                | GER  | 9:29,78 SB    |
| 8     | Regan Yee                   | CAN  | 9:31,47 SB    |
| 9     | Cara Feain-Ryan             | AUS  | 9:32,08 SB    |
| 10    | Aude Clavier                | FRA  | 9:32,75 PB    |
| 11    | Madie Boreman               | USA  | 9:34,79 SB    |
| 12    | Adva Cohen                  | ISR  | 9:35,57 SB    |
| 13    | Xu Shuangshuang             | CHN  | 9:38,62 SB    |
| 14    | Juliane Hvid                | DEN  | 10:02,95 SB   |
|       | Fancy Cherono (Pacemakerin) | KEN  | DNF           |

#### Kugelstoßen
| Platz | Athletin            | Land | Weite (m)   |
| ----- | ------------------- | ---- | ----------- |
| 1     | Gong Lijiao         | CHN  | 19,72 MR SB |
| 2     | Maddison-Lee Wesche | NZL  | 19,63 PB    |
| 3     | Chase Jackson       | USA  | 19,62       |
| 4     | Sarah Mitton        | CAN  | 19,35       |
| 5     | Yemisi Ogunleye     | GER  | 19,24       |
| 6     | Song Jiayuan        | CHN  | 19,09       |
| 7     | Magdalyn Ewen       | USA  | 18,87       |
| 8     | Danniel Thomas-Dodd | JAM  | 18,76       |
| 9     | Jessica Schilder    | NED  | 18,60       |
| 10    | Adelaide Aquilla    | USA  | 17,62       |

#### Diskuswurf
| Platz | Athletin            | Land | Weite (m)   |
| ----- | ------------------- | ---- | ----------- |
| 1     | Valarie Allman      | USA  | 69,80 MR SB |
| 2     | Yaime Pérez         | CUB  | 68,83       |
| 3     | Feng Bin            | CHN  | 67,07 SB    |
| 4     | Sandra Elkasević    | CRO  | 65,60 SB    |
| 5     | Kristin Pudenz      | GER  | 64,63 SB    |
| 6     | Shanice Craft       | GER  | 63,52       |
| 7     | Liliana Cá          | POR  | 63,27       |
| 8     | Claudine Vita       | GER  | 62,74 SB    |
| 9     | Jorinde van Klinken | NED  | 62,33       |
| 10    | Laulauga Tausaga    | USA  | 60,61       |